# Cardioglossa escalerae
Cardioglossa escalerae es una especie de anfibios de la familia Arthroleptidae.
Habita en Camerún, la República Centroafricana, la República Democrática del Congo, Guinea Ecuatorial y, posiblemente, República del Congo y, posiblemente, Gabón.
Sus hábitats naturales son bosques tropicales o subtropicales secos y a baja altitud, ríos y zonas antiguamente boscosas ahora degradadas.
Está amenazada de extinción por la pérdida de su hábitat natural.